# Nurse with Wound
A Nurse with Wound (rövidítve: NWW) egy brit együttes, illetve Steven Stapleton zenész zenei projektje. 1978-ban alakultak Londonban, Stapleton, John Fothergill és Herman Pathak által. Mára azonban a "Nurse with Wound" név Stapleton szóló munkásságára utal. A név "sebzett nővért" jelent. Többféle műfajban játszik: drone metal, dark ambient, experimental music, avantgárd zene, indusztriális zene és zajzene (noise). A NWW nevéhez több mint 40 album kapcsolódik. Első nagylemezét 1979-ben adták ki. Több együttessel illetve előadóval kollaborált már. A Nurse with Wound név eredetileg egy triót takart, amelyet Stephen Stapleton, John Fothergill és Herman Pathak alapítottak és alkottak.
Zenéjükben többféle stílusból és előadótól merítenek inspirációt, kezdve a kabaré zenétől a gyerekdalokon át a Beastie Boys-ig.